# Владімір Барбу
Владімір Барбу (італ. Vladimir Barbu; нар. 7 серпня 1998) — італійський стрибун у воду. Учасник Чемпіонату світу з водних видів спорту 2017, де в стрибках з 10-метрової вишки посів 15-те місце.